# آزمین آزرام عبدالعزیز
آزمین آزرام عبدالعزیز (انگلیسی: Azmin Azram Abdul Aziz؛ زادهٔ ۱ آوریل ۱۹۷۶) بازیکن فوتبال اهل مالزی بود.
از باشگاه‌هایی که در آن بازی کرده است می‌توان به باشگاه فوتبال سلانگور، باشگاه فوتبال نگری سمبیلان، و باشگاه فوتبال پاهانگ اشاره کرد.
وی همچنین در تیم ملی فوتبال مالزی بازی کرده است.